# الباسق (حسيد)

تعديل مصدري - تعديل

الباسق محلة تابعة لقرية حسيد، التابعة لعزلة العاقبة بمديرية فرع العدين إحدى مديريات محافظة إب في الجمهورية اليمنية، بلغ تعداد سكانها 285 حسب تعداد اليمن لعام 2004.